# Thismia americana
Thismia americana är en enhjärtbladig växtart som beskrevs av Norma Etta Pfeiffer 1914. Thismia americana ingår i släktet Thismia och familjen Burmanniaceae.
Thismia americana, som upptäcktes 1912, har inte observerats sedan 1916 och den enda kända växtplatsen (vid Lake Calumet i södra Chicago) är nu täckt av utfyllnader. Släktet Thismia förekommer i övrigt endast i Asien och Australien (undersläktet Thismia) och Sydamerika (undersläktet Ophiomeris). Samtliga fynduppgifter av Thismia americana härrör från Pfeiffer och både fyndet och artbeskrivningen har ifrågasatts. Det har föreslagits att Thismia americana skulle vara en reliktförekomst från en spridning över Beringia (landbryggan över Berings sund i slutet av den senaste istiden).

## Växtplatsen vid Lake Calumet

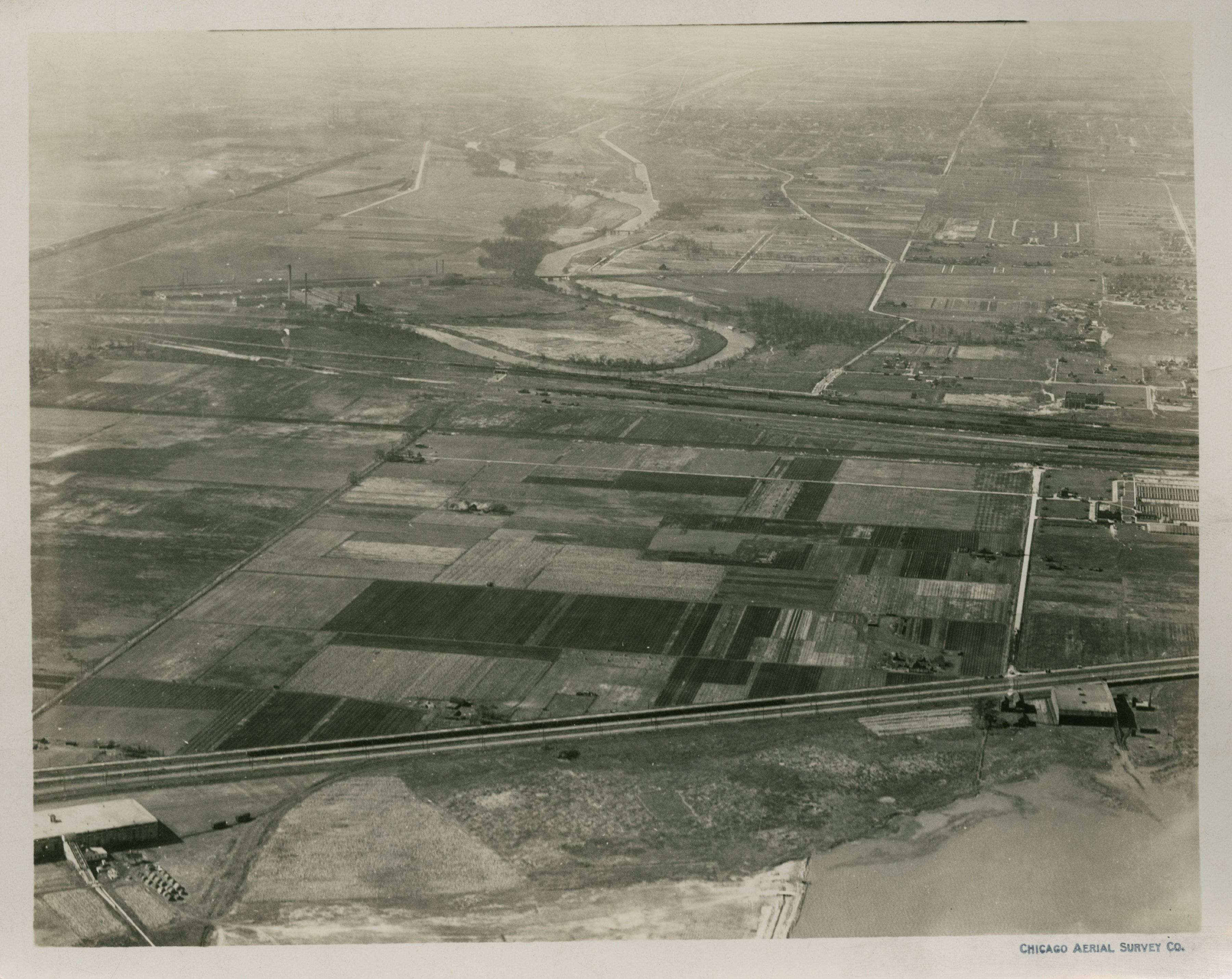
Flygfoto över området 1928: Åkrar och ängar på prärien.
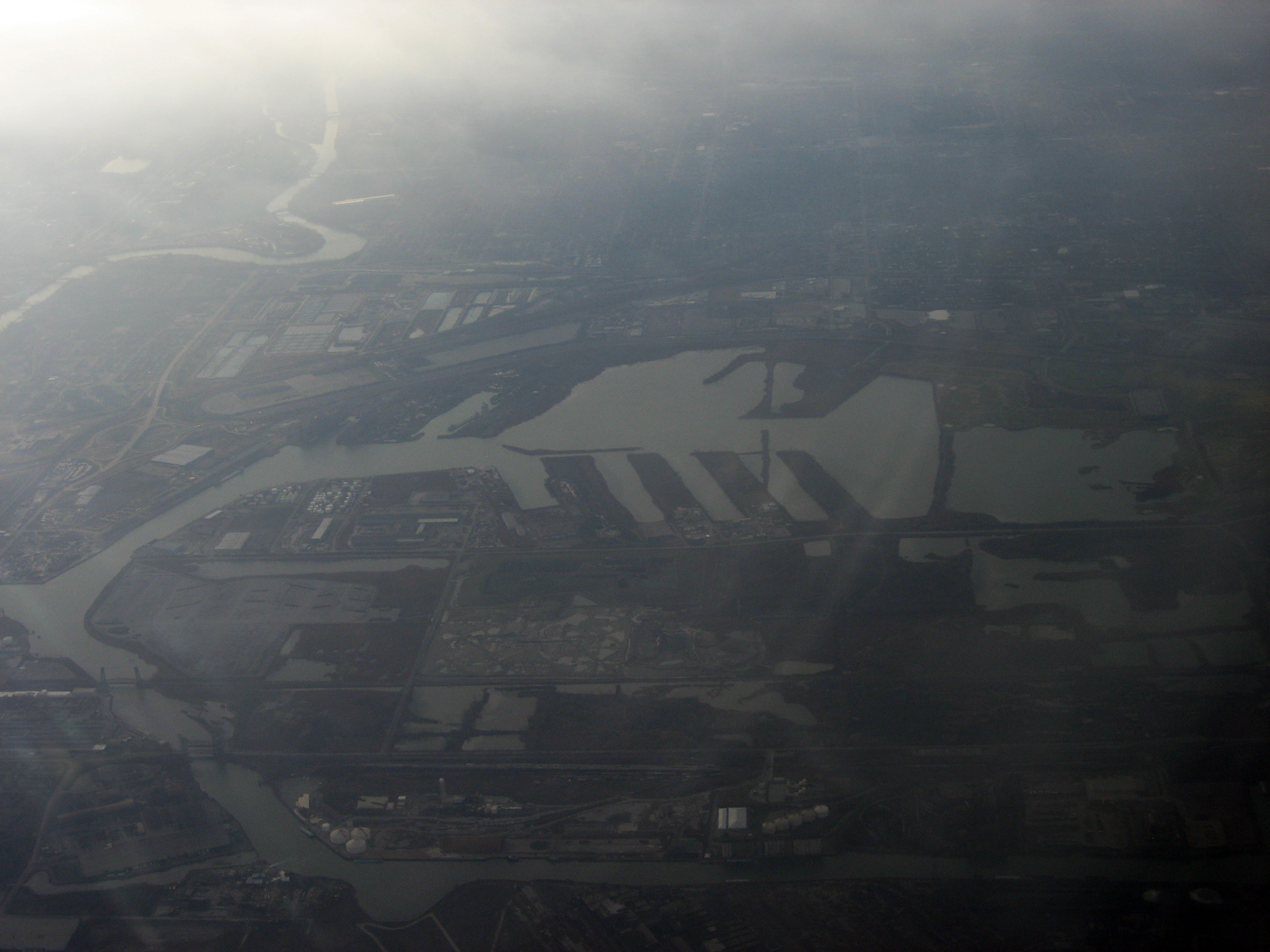
Flygfoto 2008. Utfyllnader och industrier i Chicagos utkanter.